# Marko Elez
Marko Elez (nacido en 1999 o 2000) es un ingeniero de software estadounidense que es empleado del gobierno estadounidense como parte del Departamento de Eficiencia Gubernamental (DOGE) de Elon Musk. Quedó bajo escrutinio público después de que se le concediera acceso a nivel de administrador a sistemas de pago críticos del Departamento del Tesoro de los Estados Unidos. No tiene experiencia previa en gobierno ni finanzas.

## Educación y carrera
Se graduó de la Universidad Rutgers en 2021, donde estudió desarrollo de software y sistemas distribuidos. Después de graduarse, Elez trabajó en SpaceX, donde estuvo involucrado en telemetría de vehículos, software Starship y sistemas satelitales. Posteriormente se unió a X (anteriormente Twitter), centrándose en la inteligencia artificial de búsqueda y el desarrollo de software. Su experiencia laboral antes de DOGE fue exclusivamente dentro de las empresas de Elon Musk.

### Departamento de Eficiencia Gubernamental
Fue designado para el Departamento de Eficiencia Gubernamental (DOGE) de Elon Musk y posteriormente se le otorgó acceso de nivel de administrador al Administrador de Automatización de Pagos y al Sistema de Pago Seguro en la Oficina del Servicio Fiscal (BFS). Sus privilegios le permitieron modificar infraestructura financiera crítica, a pesar de las preocupaciones de los funcionarios del Tesoro y los legisladores. A principios de febrero de 2025, visitó una instalación del Tesoro en Kansas City, donde se reunió con el personal de BFS y obtuvo una visión más profunda del sistema de procesamiento de pagos federales. Su acceso a los sistemas de tesorería fue restringido el 5 de febrero.
Sigue existiendo la preocupación de que la influencia de DOGE podría permitir la toma de decisiones financieras con motivaciones políticas. Los funcionarios del Tesoro revocaron el acceso al sistema de Elez el 5 de febrero. En presentaciones judiciales del 11 de febrero, el Departamento del Tesoro reconoció que a Elez se le habían otorgado inadvertidamente permisos de lectura y escritura al sistema de pago, revisando su afirmación anterior de que solo tenía acceso de solo lectura. El gobierno sostuvo que Elez no había utilizado su capacidad para editar los sistemas de tesorería.

#### Renuncia y reincorporación a DOGE
Renunció a DOGE el 6 de febrero de 2025, después de ser vinculado a una cuenta de redes sociales ahora eliminada que contenía contenido racista; la cuenta también había publicado en apoyo de la eugenesia. Los tuits publicados por la cuenta, bajo el nombre de usuario @nullllptr, incluían declaraciones como «No me importaría en absoluto que Gaza e Israel desaparecieran de la faz de la Tierra» en junio de 2024 y «Para que conste, era racista antes de que fuera cool» en julio de 2024. En septiembre de 2024, poco antes de la eliminación de la cuenta, publicó: «No podrían pagarme para casarme con alguien fuera de mi etnia» y «Hay que normalizar el odio a los indios».
Al día siguiente, Elon Musk inició una encuesta en X preguntando a los usuarios si Elez debería ser recontratado. La mayoría de los 385 000 usuarios de X encuestados dijeron que Elez debería ser recontratado. Musk afirmó que «errar es humano, perdonar es divino».
Posteriormente, el vicepresidente J. D. Vance abogó por la reincorporación de Elez. Vance escribió en una publicación en X que si bien no estaba de acuerdo «con algunas de las publicaciones de Elez... no creo que la actividad estúpida en las redes sociales deba arruinar la vida de un niño». El presidente Donald Trump respaldó la posición de Vance en una conferencia de prensa, después de la cual Musk anunció la reincorporación de Elez. Algunos grupos indoestadounidenses protestaron por la decisión de recontratar a Elez. El representante estadounidense Ro Khanna cuestionó directamente a Vance por la decisión.